# Primera Iglesia Presbiteriana (Eutaw)
La Primera Iglesia Presbiteriana es un histórico edificio religioso perteneciente a la iglesia presbiteriana. Está ubicado en Eutaw, Alabama, Estados Unidos.

## Historia
La estructura de estilo neogriego de dos pisos fue construida para la congregación presbiteriana local en 1851 por David R. Anthony, quien era un contratista local que construyó muchos de los edificios anteriores a la guerra de Eutaw. La congregación fue organizada por el Presbiterio de Tuscaloosa en 1824 como la Iglesia Presbiteriana de Mesopotamia. John H. Gray se desempeñó como primer ministro desde 1826 hasta 1836.
La iglesia se agregó al Registro Nacional de Lugares Históricos el 16 de diciembre de 1974 debido a su importancia arquitectónica e histórica. La iglesia es miembro de la Iglesia Presbiteriana en América.